# Ihor Berkut
Ihor Witalijowytsch Berkut (ukrainisch Ігор Віталійович Беркут, russisch Игорь Витальевич Беркут; * 1964 in Sjewjerodonezk, Ukrainische SSR) ist ein ukrainischer Politiker und Vorsitzender der im September 2006 gegründeten, pro-russischen Partei „Große Ukraine“ (ukrainisch Велика Україна).
Berkut ist Afghanistan-Veteran und Autor der politischen Bücher „BRAT“ (Bestseller 2009 in der Ukraine) und „BRAT-2“.